# Deutsche Nachhaltigkeitsstrategie
Mit der Deutschen Nachhaltigkeitsstrategie werden die Ziele für nachhaltige Entwicklung (engl.: Sustainable Development Goals – SDG) der Vereinten Nationen, die sogenannte „Agenda 2030“, in eine nationale Strategie überführt.
Eine nationale Nachhaltigkeitsstrategie wird in Deutschland seit 2002 erstellt und seit 2004 in einem vierjährigen Zyklus fortgeschrieben. Die Nachhaltigkeitsstrategie 2016 ist eine grundlegende Überarbeitung vor dem Hintergrund der von 193 UN-Mitgliedstaaten im September 2015 verabschiedeten Agenda 2030. Parallel zur Überarbeitung wurde der Name in Deutsche Nachhaltigkeitsstrategie geändert.
Im Mai 2016 wurde zunächst ein Entwurf der Deutschen Nachhaltigkeitsstrategie veröffentlicht. Am 11. Januar 2017 wurde die Strategie von der Bundesregierung verabschiedet.
Am 19. Juli 2016 haben Rita Schwarzelühr-Sutter (BMUB) und Thomas Silberhorn (BMZ) stellvertretend für die Bundesregierung zusammen mit 21 weiteren Regierungen vor dem Hochrangigen Politischen Forum für Nachhaltige Entwicklung (HLPF) (engl.: High-level Political Forum on Sustainable Development) der Vereinten Nationen zur nationalen Umsetzung der SDGs berichtet.
Im November 2018 beschloss das Bundeskabinett eine Aktualisierung der deutschen Nachhaltigkeitsstrategie.

## Bekenntnisse der Bundesregierung
Deutschland beteiligt sich an der „High-Level Support Group“, deren Mitglieder sich verpflichtet haben, beispielhaft zu einer raschen
und ambitionierten Umsetzung der Agenda 2030 beizutragen, bekennt sich zu einer ehrgeizigen und ambitionierten Umsetzung und sieht sich gut aufgestellt, so dass eine ambitionierte Umsetzung der SDGs gelingen kann. Auch auf europäischer Ebene will sich die Bundesregierung für eine ambitionierte Umsetzung und für eine neue EU-Nachhaltigkeitsstrategie einsetzen.
Sie erkennt die planetaren Grenzen an, und bekennt sich dazu, dass der deutsche Wohlstand keine negativen Auswirkungen auf die ärmsten Ländern haben darf.
Sie ist der Überzeugung, dass eine nachhaltige Entwicklung sich nicht primär durch technischen Fortschritt erreichen lässt und erwartet, dass für die notwendigen Transformationsprozesse ein kultureller Wandel sowie große Investitionen nötig sind, mit denen neue Wege zu Wertschöpfung erschlossen werden können.
Die gesellschaftlichen Akteure sollen in Zukunft stärker bei der Umsetzung der Nachhaltigkeitsstrategie eingebunden werden. Zum einen soll dazu ein Forum die Vorbereitung der Sitzungen des Staatssekretärsausschusses unterstützen. Zum anderen will die Bundesregierung die Umsetzungs-Begleitung durch die Wissenschaft über eine Plattform bündeln. Die Deutsche Nachhaltigkeitsstrategie wurde im Jahr 2018 aktualisiert.

## Institutionen
Die drei wichtigsten Gremien, mit denen die Nachhaltigkeits-Ziele vorangebracht werden sollen, sind:
- der Staatssekretärsausschuss für nachhaltige Entwicklung
- der Parlamentarische Beirat für nachhaltige Entwicklung
- der Rat für Nachhaltige Entwicklung

Der Staatssekretärsausschuss für nachhaltige Entwicklung fungiert dabei als zentrales Steuerungsorgan. Er wird geleitet von der Staatsministerin beim Bundeskanzler, Sarah Ryglewski.
Seit 2009 besteht eine Verpflichtung zur Nachhaltigkeitsprüfung bei Gesetz- und Verordnungsentwürfen, die in der Gemeinsamen Geschäftsordnung der Bundesministerien (GGO) verankert ist.

## Programme
Bis 2050 wollte Deutschland seine Treibhausgas-Emissionen gegenüber 1990 um 80 bis 95 Prozent mindern. Die Bundesregierung will dazu im Jahre 2016 einen Klimaschutzplan 2050 beschließen. Dieses Ziel ist mit der Novellierung des Bundes-Klimaschutzgesetzes im Frühjahr 2021 verschärft worden. Vorgesehen ist nun Klimaneutralität bis 2045.
2015 wurde die Entwicklung einer Zukunftsstrategie ökologischer Landbau initiiert. Ziel ist es, in absehbarer Zeit einen Flächenanteil von 20 Prozent zu erreichen. Anfang 2017 soll die Zukunftsstrategie vorliegen und mit der Umsetzung begonnen werden.
„Zur Umsetzung der EU-Verpflichtungen sind nationale Luftreinhalteprogramme zu erarbeiten“.
Bereits erarbeitet wurden im Jahr 2010 das Energiekonzept der Bundesregierung, im Jahr 2014 die Forschungsagenda Green Economy und die Nationale Politikstrategie Bioökonomie sowie im Jahre 2016 die Fortschreibung des Deutschen Ressourceneffizienzprogramm (ProgRess II).
Zusammen mit Wirtschaft- und Naturschutzverbänden wurde im Jahr 2013 eine Verbändeplattform Unternehmen Biologische Vielfalt 2020 ins Leben gerufen, über die das BMUB die biologische Vielfalt voranbringen will.

## Indikatoren der Deutschen Nachhaltigkeitsstrategie
Zur Erfolgskontrolle der Deutschen Nachhaltigkeitsstrategie  in der Neuauflage 2016 hat die Bundesregierung 63 Indikatoren verabschiedet. Diese sind das Ergebnis eines über einjährigen politischen Verhandlungsprozess zwischen den Ressorts unter Einbeziehung des Statistischen Bundesamtes und einer Beteiligung von Öffentlichkeit und Verbänden. Nahezu alle Indikatoren – bis auf die Indikatoren zur Güterverkehrsleistung von Eisenbahn und Binnenschiff – der bisherigen nationalen Nachhaltigkeitsstrategie sind auch mit leichten Anpassungen in die Deutschen Nachhaltigkeitsstrategie übernommen worden. Allerdings hat es hier einige Umgruppierungen gegeben. Die bisherige Strategie beinhaltet vier Nachhaltigkeitsbereiche (Generationengerechtigkeit, Lebensqualität,  Sozialer Zusammenhalt und Internationale Verantwortung), 21 Postulate und 38 Indikatoren. Die Neuauflage 2016 hingegen umfasste 63 Indikatoren, die sich auf 37 Postulate und die 17 globalen Nachhaltigkeitsziele (SDGs) verteilen. Das Postulat „Ressourcenschonung: Ressourcen sparsam und effizient nutzen“ findet sich dabei sowohl in SDG 7 als auch im SDG 8. Im Gegensatz zur bisherigen Strategie, in der die Postulate immer als Handlungsaufforderungen formuliert waren (z. B. „Kriminalität: Persönliche Sicherheit weiter erhöhen“) gibt es in der Neuauflage mit „Deutscher Beitrag internationale Klimafinanzierung“ auch ein atypisches Postulat, das keine Handlungsrichtung vorgibt. Im Rahmen der Aktualisierung der Deutschen Nachhaltigkeitsstrategie durch das Bundeskabinett im November 2018 wurde das Indikatorenset um 3 Indikatoren auf aktuell 66 Indikatoren erweitert.
| lfd. Nr.                | SDG | Indikator-Nr. | Bereich | Indikator |
| ----------------------- | --- | ------------- | --- | --- |
| 1                       | Armut in jeder Form und überall beenden | 1.1a          | Armut: Armut begrenzen                                                                                                  | Materielle Deprivation |
| 2                       | | 1.1b          | | Erhebliche materielle Deprivation |
| 3                       | Den Hunger beenden, Ernährungssicherheit und eine bessere Ernährung erreichen und eine nachhaltige Landwirtschaft fördern | 2.1a          | Landbewirtschaftung: In unseren Kulturlandschaften umweltverträglich produzieren                                        | Stickstoff-Überschuss |
| 4                       | | 2.1b          | | Ökologischer Landbau |
| 4                       | | 2.2           | Ernährungssicherung: Das Recht auf Nahrung weltweit verwirklichen                                                       | Unterstützung guter Regierungsführung |
| 6                       | Ein gesundes Leben für alle Menschen jeden Alters gewährleisten und ihr Wohlergehen fördern | 3.1a          | Gesundheit und Ernährung: Länger gesund leben                                                                           | Vorzeitige Sterblichkeit (Todesfälle pro 100.000 Einwohner unter 70 Jahren) Frauen |
| 7                       | | 3.1b          | | Vorzeitige Sterblichkeit (Todesfälle pro 100.000 Einwohner unter 70 Jahren) Männer |
| 8                       | | 3.1c          | | Raucher-Quote von Jugendlichen (12 bis 17 Jahre) |
| 9                       | | 3.1d          | | Raucher-Quote von Erwachsenen (ab 15 Jahre) |
| 10                      | | 3.1e          | | Adipositas-Quote von Jugendlichen (11–17 Jahre) |
| 11                      | | 3.1f          | | Adipositas-Quote von Erwachsenen (ab 18 Jahre) |
| 12                      | | 3.2a          | Luftbelastung: Gesunde Umwelt erhalten                                                                                  | Emissionen von Luftschadstoffen (Index der nationalen Emissionen der Luftschadstoffe SO2, NOx, NH3, NMVOC und PM.2,5)                                                                                            |
| 13                      | | 3.2b          | | Anteil der Bevölkerung mit erhöhter PM10-Exposition in Deutschland |
| neu im Jahr 2021        | | 3.3           | Beitrag Deutschlands zur globalen Pandemieprävention und -reaktion                                                      | Steigerung der Ausgaben bis 2030 |
| 14                      | Inklusive, gerechte und hochwertige Bildung gewährleisten und Möglichkeiten des lebenslangen Lernens für alle fördern | 4.1a          | Bildung: Bildung und Qualifikation kontinuierlich verbessern                                                            | Frühe Schulabgänger (18- bis 24-Jährige ohne Abschluss) |
| 15                      | | 4.1b          | | 30- bis 34-Jährige mit tertiärem oder postsekundärem Abschluss |
| 16                      | | 4.2a          | Perspektiven für Familien: Vereinbarkeit von Familie und Beruf verbessern                                               | Ganztagsbetreuung für Kinder 0- bis 2-Jährige |
| 17                      | | 4.2b          | | Ganztagsbetreuung für Kinder 3- bis 5-Jährige |
| 18                      | Geschlechtergerechtigkeit und Selbstbestimmung für alle Frauen und Mädchen erreichen | 5.1a          | Gleichstellung: Gleichstellung in der Gesellschaft fördern                                                              | Verdienstabstand zwischen Frauen und Männern |
| 19                      | | 5.1b          | | Frauen in Führungspositionen in Wirtschaft |
| neu im Jahr 2021        | | 5.1c          | Frauen in Führungspositionen im öffentlichen Dienst des Bundes                                                          | Gleichberechtigte Teilhabe von Frauen und Männern in Leitungsfunktionen des öffentlichen Dienstes bis 2025 |
| 20                      | | 5.1c          | Wirtschaftliche Teilhabe von Frauen global stärken                                                                      | Berufliche Qualifizierung von Frauen und Mädchen durch deutsche entwicklungspolitische Zusammenarbeit |
| neu im Jahr 2021        | | 5.1d          | Väterbeteiligung beim Elterngeld                                                                                        | 65 % bis 2030 |
| 21                      | Verfügbarkeit und nachhaltige Bewirtschaftung von Wasser und Sanitärversorgung für alle gewährleisten | 6.1a          | Gewässerqualität: Minderung der stofflichen Belastung von Gewässern                                                     | Gesamt-Phosphor in Fließgewässern |
| 22                      | | 6.1b          | | Nitrat im Grundwasser – Anteil der Messstellen in Deutschland, an denen der Schwellenwert von 50 mg/l Nitrat überschritten wird                                                                                  |
| 23                      | | 6.2a          | Trinkwasser: Besserer Zugang zu Trinkwasser weltweit, höhere (sichere) Qualität                                         | Anzahl der Menschen, die einen neuen oder hochwertigeren Zugang zur Trinkwasser durch deutsche Unterstützung erhalten                                                                                            |
| unterteilt im Jahr 2021 | | 6.2b          | Anschluss an Abwasserentsorgung: Besserer Zugang zu Sanitärversorgung weltweit, höhere (sichere) Qualität               | Anzahl der Menschen, die einen neuen oder verbesserten Anschluss zur Sanitärversorgung durch deutsche Unter- stützung erhalten                                                                                   |
| 24                      | Zugang zu bezahlbarer, verlässlicher, nachhaltiger und zeitgemäßer Energie für alle sicher | 7.1a          | Ressourcenschonung: Ressourcen sparsam und effizient nutzen                                                             | Energie-Produktivität |
| 25                      | | 7.1b          | | Primärenergie-Verbrauch |
| 26                      | | 7.2a          | Erneuerbare Energien: Zukunftsfähige Energieversorgung ausbauen                                                         | Anteil erneuerbarer Energien am Brutto-Endenergieverbrauch |
| 27                      | | 7.2b          | | Anteil des Stroms aus erneuerbaren Energiequellen am Brutto-Stromverbrauch |
| 28                      | Dauerhaftes, inklusives und nachhaltiges Wirtschaftswachstum, produktive Vollbeschäftigung und menschenwürdige Arbeit für alle fördern                                                                                             | 8.1           | Ressourcenschonung: Ressourcen sparsam und effizient nutzen                                                             | Gesamt-Rohstoff-Produktivität: (BIP+Importe) / Raw Material Input (RMI) |
| 29                      | | 8.2a          | Staatsverschuldung: Staatsfinanzen konsolidieren – Generationengerechtigkeit schaffen                                   | Staatsdefizit |
| 30                      | | 8.2b          | | Strukturelles Defizit |
| 31                      | | 8.2c          | | Schuldenstand |
| 32                      | | 8.3           | Wirtschaftliche Zukunftsvorsorge: Gute Investitionsbedingungen schaffen – Wohlstand dauerhaft erhalten                  | Verhältnis der Bruttoanlage-Investitionen zum BIP |
| 33                      | | 8.4           | Wirtschaftliche Leistungsfähigkeit: Wirtschaftsleistung umwelt- und sozialverträglich steigern                          | BIP je Einwohner |
| 34                      | | 8.5a          | Beschäftigung: Beschäftigungsniveau steigern                                                                            | Erwerbstätigenquote insgesamt (20 bis 64 Jahre) |
| 35                      | | 8.5b          | | Erwerbstätigenquote Ältere (60 bis 64 Jahre) |
| 36                      | | 8.6           | Globale Lieferketten: Menschenwürdige Arbeit weltweit ermöglichen                                                       | Anzahl der Mitglieder des Textilbündnisses |
| 37                      | Eine belastbare Infrastruktur aufbauen, inklusive und nachhaltige Industrialisierung fördern und Innovationen unterstützen | 9.1           | Innovation: Zukunft mit neuen Lösungen gestalten                                                                        | Private und öffentliche Ausgaben für Forschung und Entwicklung |
| neu im Jahr 2021        | | 9.1b          | Breitbandausbau – Anteil der Haushalte mit Zugang zu Gigabit-Breitbandversorgung                                        | Flächendeckender Aufbau von Gigabitnetzen bis 2025 |
| 38                      | Ungleichheit innerhalb von und zwischen Staaten verringern | 10.1          | Integration: Schulische Bildungserfolge von Ausländern in Deutschland                                                   | Ausländische Schulabsolventen und Schulabsolventinnen |
| 39                      | | 10.2          | Verteilungsgerechtigkeit: Zu große Ungleichheit innerhalb Deutschland verhindern                                        | Gini-Koeffizient Einkommen nach Sozialtransfer |
| 40                      | Städte und Siedlungen inklusiv, sicher, widerstandsfähig und nachhaltig machen | 11.1a         | Flächeninanspruchnahme: Nachhaltige Flächennutzung                                                                      | Anstieg der Siedlungs- und Verkehrsfläche |
| 41                      | | 11.1b         | | Freiraumverlust in m² je Einwohner |
| 42                      | | 11.1c         | | Einwohner je Siedlungs- und Verkehrsfläche (Siedlungsdichte) |
| 43                      | | 11.2a         | Mobilität: Mobilität sichern – Umwelt schonen                                                                           | Endenergieverbrauch im Güterverkehr |
| 44                      | | 11.2b         | | Endenergieverbrauch im Personenverkehr |
| 45                      | | 11.2c         | | Bevölkerungsgewichtete durchschnittliche ÖV-Reisezeit von jeder Haltestelle zum nächsten Mittel- / Oberzentrum                                                                                                   |
| 46                      | | 11.3          | Wohnen: Bezahlbarer Wohnraum für alle                                                                                   | Überlastung durch Wohnkosten |
| neu im Jahr 2021        | | 11.4          | Zugang zum Kulturerbe verbessern                                                                                        | Steigerung der Zahl der in der Deutschen Digitalen Bibliothek vernetzten Objekte auf 50 Millionen bis 2030 |
| 47                      | Für nachhaltige Konsum- und Produktionsmuster sorgen | 12.1a         | Nachhaltiger Konsum: Konsum umwelt- und sozialverträglich gestalten                                                     | Marktanteil von Produkten mit staatlichen Umweltzeichen (perspektivisch: Marktanteil von Produkten und Dienstleistungen, die mit glaubwürdigen und anspruchsvollen Umwelt- und Sozialsiegeln ausgezeichnet sind) |
| 48                      | | 12.1b         | | Globale Umweltinanspruchnahme des Konsums privater Haushalte |
| 49                      | | 12.2          | Nachhaltige Produktion: Anteil nachhaltiger Produktion stetig erhöhen                                                   | Umweltmanagement EMAS |
| 50                      | | 12.3a         | Nachhaltige Beschaffung: Vorbildwirkung der öffentlichen Hand für nachhaltige öffentliche Beschaffung verwirklichen     | Anteil des Papiers mit Blauem Engel am Gesamtpapierverbrauch der unmittelbare Bundesverwaltung |
| 51                      | | 12.3b         | | CO2-Emissionen je Fahrleistungen der Kfz der öffentlichen Hand |
| 52                      | Umgehend Maßnahmen zur Bekämpfung des Klimawandels und seiner Auswirkungen ergreifen | 13.1a         | Klimaschutz: Treibhausgase reduzieren                                                                                   | Treibhausgas-Emissionen |
| 53                      | | 13.1b         | Deutscher Beitrag internationale Klimafinanzierung                                                                      | Internationale Klimafinanzierung zur Reduktion von Treibhausgasen und zur Anpassung an den Klimawandel |
| 54                      | Ozeane, Meere und Meeresressourcen im Sinne einer nachhaltigen Entwicklung erhalten und nachhaltig nutzen | 14.1aa        | Meere schützen: Meere und Meeresressourcen schützen und nachhaltig nutzen                                               | Nährstoffeinträge in Küstengewässer und Meeresgewässer – Stickstoffeintrag über die Zuflüsse in die Ostsee |
| 55                      | | 14.1ab        | | Nährstoffeinträge in Küstengewässer und Meeresgewässer – Stickstoffeintrag über die Zuflüsse in die Nordsee |
| 56                      | | 14.1b         | | Anteil der nachhaltig befischten Fischbestände Nord- und Ostsee |
| 57                      | Landökosysteme schützen, wiederherstellen und ihre nachhaltige Nutzung fördern, Wälder nachhaltig bewirtschaften, Wüstenbildung bekämpfen, Bodenverschlechterung stoppen und umkehren und den Biodiversitätsverlust stoppen        | 15.1          | Artenvielfalt: Arten erhalten – Lebensräume schützen                                                                    | Artenvielfalt und Landschaftsqualität |
| 58                      | | 15.2          | Ökosysteme: Ökosysteme schützen, Ökosystemleistungen erhalten und Lebensräume bewahren                                  | Eutrophierung der Ökosysteme |
| 59                      | | 15.3a         | Wälder: Entwaldungen vermeiden                                                                                          | Zahlungen an Entwicklungsländer für nachgewiesenen Erhalt bzw. Wiederaufbau von Wäldern unter dem REDD+-Regelwerk                                                                                                |
| neu im Jahr 2021        | | 15.3b         | Deutsche bilaterale Bruttoentwicklungsausgaben zur Umsetzung des Übereinkommens der VN zur Bekämpfung der Wüstenbildung | Steigerung der Zahlungen bis 2030 |
| 60                      | Friedliche und inklusive Gesellschaften im Sinne einer nachhaltigen Entwicklung fördern, allen Menschen Zugang zur Justiz ermöglichen und effektive, rechenschaftspflichtige und inklusive Institutionen auf allen Ebenen aufbauen | 16.1          | Kriminalität: Persönliche Sicherheit weiter erhöhen                                                                     | Straftaten |
| 61                      | | 16.2          | Frieden und Sicherheit: Praktische Maßnahmen zur Bekämpfung der Proliferation, insb. von Kleinwaffen ergreifen          | Anzahl der in betroffenen Weltregionen durchgeführten Projekte zur Sicherung, Registrierung und Zerstörung von Kleinwaffen und leichten Waffen durch Deutschland                                                 |
| 62                      | | 16.3a         | Gute Regierungsführung: Korruptionsbekämpfung                                                                           | Corruption Perception Index in Deutschland |
| 63                      | | 16.3b         | | Corruption Perception Index in den Partnerländern der deutschen Entwicklungszusammenarbeit |
| 64                      | Umsetzungsmittel stärken und die globale Partnerschaft für nachhaltige Entwicklung wiederbeleben | 17.1          | Entwicklungszusammenarbeit: Nachhaltige Entwicklung unterstützen                                                        | Anteil öffentlicher Entwicklungs-Ausgaben am Bruttonationaleinkommen |
| 65                      | | 17.2          | Wissenstransfer insbesondere im technischen Bereich: Wissen international vermitteln                                    | Anzahl der Studierenden und Forscherinnen/Forschern aus Entwicklungsländern sowie aus LDCs pro Jahr (/Semester)                                                                                                  |
| 66                      | | 17.3          | Märkte öffnen: Handels-Chancen der Entwicklungsländer verbessern                                                        | Anteil der Einfuhren aus LDCs an den gesamten Einfuhren nach Deutschland |

Quelle: Deutsche Nachhaltigkeitsstrategie – Aktualisierung 2018.

## Berichterstattung über die Entwicklung der Indikatoren
Mit der Berichterstattung über die Entwicklung der Indikatoren von der Bundesregierung das Statistische Bundesamt beauftragt worden. Es gibt im zweijährigen Rhythmus den so genannten Indikatorenbericht zur nachhaltigen Entwicklung in Deutschland heraus. Alle vier Jahre ist ein Großteil dieses Berichtes auch Bestandteil des nationalen Fortschrittsberichtes. Im Indikatorenbericht wird jeder Indikator einzeln oder zusammen mit einem eng verwandten Indikator auf einer Doppelseite dargestellt. Da die Indikatoren der Deutschen Nachhaltigkeitsstrategie politisch ausgewählt worden sind und damit nicht zwangsläufig die Qualitätsanforderungen an die amtliche Statistik erfüllen, enthalten diese Texte auch soweit möglich Hinweise auf die Qualität und Aussagefähigkeit der 63 Indikatoren.
In Abhängigkeit davon, ob die Ziele, die den einzelnen Indikatoren zugeordnet sind bis zum Jahr 2030 erreichbar erscheinen, wird jedem Indikator ein Wettersymbol zugeordnet.
|             | Ziel wird (nahezu) erreicht                                       |
|             | Entwicklung geht in die richtige Richtung (Zielverfehlung 5–20 %) |
|             | Entwicklung geht in die richtige Richtung (Zielverfehlung >20 %)  |
|             | Entwicklung in die falsche Richtung                               |
| kein Symbol | statistisch kann keine sichere Einschätzung abgegeben werden      |

Im Indikatorenbericht 2016 werden 21 Sonnen- und neun Gewittersymbole ausgewiesen.

### Indikatoren mit negativer Entwicklung

#### Adipositasquote von Erwachsenen
Der Anteil der fettleibigen Erwachsenen hat sich im Zeitraum von 1999 bis 2013 von 10,7 % auf einen Wert von 14,1 % erhöht. Insgesamt 34 % der erwachsenen Bevölkerung galten 2013 als übergewichtig.
Bisherige Maßnahmen der Bundesregierung:
Die Bundeszentrale für gesundheitliche Aufklärung engagiert sich bei der Prävention von Übergewicht.
Geplante weitere Maßnahmen der Bundesregierung:
Der Nationale Aktionsplan IN FORM – Deutschlands Initiative für gesunde Ernährung und mehr Bewegung soll weiterentwickelt werden.

#### Nitrat im Grundwasser
Im Jahr 2014 wurde der Grenzwert von 50 mg/l Nitrat im Grundwasser bei 18,2 % der Messstellen überschritten (im Jahresmittel). Seit dem Jahr 2008 hat sich dieser Wert nicht verändert und es ist keine Entwicklung des Indikators erkennbar. Der Wert von 25 mg/l, der eine starke Belastung anzeigt, wurde an mehr als einem Drittel der Messstellen überschritten.
Bisherige und geplante Maßnahmen der Bundesregierung:
Das Düngegesetz und die Düngeverordnung wird im Jahr 2017 überarbeitet.

#### Endenergieverbrauch im Güterverkehr
Nach der Vorstellung der Bundesregierung soll der Endenergieverbrauch im inländischen Güterverkehr (LKW > 3,5 t/Schiene/Binnenschifffahrt) bis zum Jahr 2030 um 15 bis 20 % gesenkt werden. Dieser Energieverbrauch ist jedoch von 2005 bis 2014 um 7,2 % gestiegen und die Fertigungstiefe hat sich verringert, da Vorprodukte verstärkt im In- und Ausland bezogen wurden.
Bisherige Maßnahmen der Bundesregierung:
Stärkung der Verkehrsträger Wasserstraße und Schiene.

#### Endenergieverbrauch im Personenverkehr
Der Endenergieverbrauch im Personenverkehr innerhalb von Deutschland (Bahn, im Luft- und Straßenverkehr) soll bis zum Jahr 2030 um 15 bis 20 % gesenkt werden. In den letzten 10 Jahren (2005–2014) konnte dieser Energieverbrauch (nur) um 2,4 % reduziert werden.
Bisherige Maßnahmen der Bundesregierung:
Förderung der Elektromobilität.
Geplante weitere Maßnahmen der Bundesregierung:
Der Aufbau einer Tank- und Ladeinfrastruktur für alternative Kraftstoffe soll unterstützt werden.

#### Überlastung durch Wohnkosten

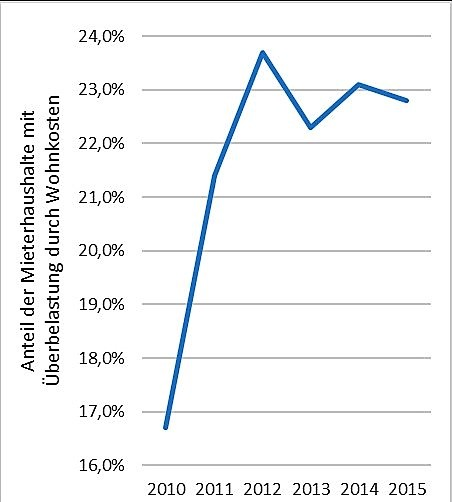
Anteil der Mieterhaushalte aus dem freien Wohnungsmarkt mit einer Überbelastung durch alle das Wohnen betreffende Kosten (Miete, Heizkosten etc.). Eine Überbelastung liegt vor, wenn die Wohnkosten höher als 40 % des verfügbaren Haushaltseinkommens sind. Diese Kennzahl entspricht dem Eurostat-Indikator „Housing cost overburden rate“.

Von 2010 bis 2015 nahm die Überbelastung durch Wohnkosten in Mieterhaushalten aufgrund steigender Mieten und Energiekosten auf 23 % zu. Als Ziel für das Jahr 2030 soll für alle Haushalte ein Wert von 13 % erreicht werden.
Bisherige Maßnahmen der Bundesregierung:
Mietpreisbremse und Reform des Wohngeld-Rechts

#### Energieverbrauch und CO2-Emissionen des Konsums
Der Indikator bezieht sich auch auf die Produktion importierter Güter und gibt dadurch Aufschluss über die globale Umweltinanspruchnahme durch Konsumaktivitäten. Der Energieverbrauch des Konsums zeigt im Zeitraum 2005 bis 2013 eine uneinheitliche Entwicklung. Eine kontinuierliche Abnahme ist nicht zu beobachten.
Bisherige Maßnahmen der Bundesregierung:
Energieverbrauchskennzeichnung und Blauer Engel
Geplante weitere Maßnahmen der Bundesregierung:
Es sind Aufklärungsmaßnahmen angedacht, die helfen sollen, mögliche Rebound-Effekte zu verringern.

#### Artenvielfalt und Landschaftsqualität
Bei der Artenvielfalt wird ein Zustand angestrebt, wie er im Jahr 1975 bestanden hat. Da die Artenvielfalt sich jedoch kontinuierlich zurückgeht, ist eine Zielerreichung nicht absehbar.
Bisherige Maßnahmen der Bundesregierung:
Im Jahr 2007 wurde die Nationale Strategie zur biologischen Vielfalt vorgelegt.
Geplante weitere Maßnahmen der Bundesregierung:
Bis Ende 2025 soll ein Biotopverbund aufgebaut werden, der mindestens 10 % der Fläche eines jeden Bundeslandes umfasst.

#### Zahlungen an Entwicklungsländer für nachgewiesenen Erhalt bzw. Wiederaufbau von Wäldern
Die Zahlungen für Wäldern unter dem REDD+-Regelwerk sollen gesteigert werden.

#### Straftaten
Die Zahl der Wohnungseinbrüch ist zwischen 1993 und 2015 um 26,4 % zurückgegangen, die Betrugsfälle sind um 82,9 % gestiegen und die Fälle von gefährlicher bzw. schwerer Körperverletzung sind um 45,1 % gestiegem. In den letzten fünf Jahren zwischen 2010 und 2015 ist auch die Zahl der Wohnungseinbrüche um 37,7 % gestiegen und die Aufklärungsquote beim Wohnungseinbruchsdiebstahl lag 2015 bei nur 15,2 %.

## Kritik am Entwurf der Deutschen Nachhaltigkeitsstrategie
Der Rat für Nachhaltige Entwicklung begrüßen in seiner Stellungnahme vom 20. Juni 2016, dass „keines der bisher noch nicht erreichten nationalen Ziele unter den Tisch“ gefallen ist, kritisiert jedoch, dass der Entwurf den Weg des geringsten Widerstands gehe und fordert dazu auf, mutige Veränderungen vorzunehmen.
Germanwatch hält den Entwurf der Deutschen Nachhaltigkeitsstrategie für „zu zaghaft, in Teilen widersprüchlich und nicht  ausreichend konfliktorientiert“ und fordert die Bundesregierung auf, „transformative internationale Partnerschaften und Kooperationen“ aufzubauen. Germanwatch unterstützt die Bundesregierung in der Forderung einer gemeinsamen Nachhaltigkeitsstrategie auf EU-Ebene, so wie es bereits der parlamentarische Beirat für nachhaltige Entwicklung auf Seite 230 des Entwurfs der Deutschen Nachhaltigkeitsstrategie in eindringlichen Worten gefordert hat.
Das Deutsche Netzwerk des Sustainable Development Solutions Network fordert in seiner vorläufigen Stellungnahme u. a. die Einbindung weiterer Indikatoren und die Beschreibung der geplanten institutionellen Beteiligung von NGOs und Wissenschaft am Transformations-Prozess. Außerdem wünscht es sich einen um die bestehenden Lücken ergänzten Entwurf der Bundesregierung, den es mit einer endgültigen Stellungnahme kommentieren würde.
Das Deutsche Institut für Entwicklungspolitik (DIE) spricht sich für insgesamt zehn zusätzliche Indikatoren aus und schlägt vor, die Agenda 2030 als Bezugsrahmen für das Welthandelssystem zu nutzen und die WTO-Regeln so auszulegen, dass sie in Einklang mit der 2030-Agenda stehen.
Die Bundestagsfraktion Bündnis 90/Die Grünen fordert gleichlautend mit dem Deutschen Institut für Entwicklungspolitik (DIE) eine Stärkung des internationalen Fokus der Deutschen Nachhaltigkeitsstrategie.
Der Parlamentarische Beirat für nachhaltige Entwicklung empfiehlt im Zuge der Umsetzung der Deutschen Nachhaltigkeitsstrategie, dem Prinzip der Nachhaltigkeit Verfassungsrang zu geben.

## Kritik an der 2017 verabschiedeten Fassung
Germanwatch bemängelt, dass eine Wende zu Nachhaltigkeit in Landwirtschaft und Verkehr völlig fehlt und dass nicht deutlich werde, wie aus einer ungezügelten Globalisierung eine tragfähige internationale Zusammenarbeit gemacht werden soll.
Der BUND kritisiert, „dass eine Politik, die sich vor allem am Ziel des Wirtschaftswachstums orientiert, im krassen Widerspruch zu den begrenzten Ressourcen“ steht.
Die Allianz pro Schiene merkt an, dass Klimaschutz ohne Verkehrsverlagerung nicht möglich sei, dass aber Marktanteilsziele für den Schienengüterverkehr in der Nachhaltigkeitsstrategie fehlten.
Bernd Bornhorst (VENRO) fordert alle Politikfelder am Ziel eines nachhaltigen Wirtschaftsmodells auszurichten und sich vom Glauben an Wachstum als Allheilmittel für alle Probleme zu verabschieden.

## Aktualisierung im Jahr 2018
Das Bundeskabinett beschloss im November 2018 eine überarbeitete Nachhaltigkeitsstrategie. Diese legt fest, dass die privaten und öffentlichen Ausgaben für Forschung und Entwicklung bis 2025 auf mindestens 3,5 % des BIP steigen sollen. Der Anteil des ökologischen Landbaus soll bis 2030 auf 20 % der Anbaufläche steigen.
Die überarbeitete Nachhaltigkeitsstrategie nennt sechs neu formulierte Prinzipien einer nachhaltigen Entwicklung:
1. nachhaltige Entwicklung als Leitprinzip konsequent überall anwenden
2. global Verantwortung wahrnehmen
3. natürliche Lebensgrundlagen stärken
4. nachhaltiges Wirtschaften stärken
5. sozialen Zusammenhalt in einer offenen Gesellschaft wahren und verbessern und
6. Bildung, Wissenschaft und Innovationen als Treiber einer nachhaltigen Entwicklung nutzen.

## Aktualisierung im Jahr 2021
Am 10. März 2021 veröffentlichte die Bundesregierung eine weitere Überarbeitung der Deutschen Nachhaltigkeitsstrategie (unter dem Titel „Weiterentwicklung 2021“). Darin werden auch neuere Entwicklungen wie ein europäischer Green Deal und die Folgen der Corona-Pandemie aufgegriffen.